# Eurosia bitincta
Eurosia bitincta är en fjärilsart som beskrevs av Rothschild 1913. Eurosia bitincta ingår i släktet Eurosia och familjen björnspinnare. Inga underarter finns listade i Catalogue of Life.